# Río Bîc
El Bîc (también escrito Bâc) es un río de Moldavia, afluente del Dniéster. 
El curso superior del Bîc forma un profundo cañón en las colinas Codri. La capital de Moldavia, Chișinău, está situada cerca del Bîc. Un pantano cerca de Chișinău forma el lago Ghidighici, un embalse con un área aproximada de 10 km². Durante el verano, el Bîc se seca con frecuencia y forma una serie de lagos. El río se encuentra muy contaminado.
- Datos: Q843343
- Multimedia: Bîc River / Q843343